# Islands (The Band)
Islands è il settimo album in studio del gruppo musicale canadese-statunitense The Band, pubblicato nel 1977.

## Tracce
Tutti i brani sono stati scritti e composti da Robbie Robertson, tranne dove indicato.
Lato A
1. Right as Rain – 3:50
2. Street Walker – 3:14 (Rick Danko, Robbie Robertson)
3. Let the Night Fall – 3:08
4. Ain't That a Lot of Love – 3:06 (Deanie Parker, Homer Banks)
5. Christmas Must Be Tonight – 3:35

Durata totale: 16:53
Lato B
1. Islands – 3:51 (Garth Hudson, Rick Danko, Robbie Robertson)
2. The Saga of Pepote Rouge – 4:12
3. Georgia on My Mind – 3:05 (Hoagy Carmichael, Stuart Gorrell)
4. Knockin' Lost John – 3:48
5. Livin' in a Dream – 2:49

Durata totale: 17:45
Edizione CD del 2001, pubblicato dalla Capitol Records (7243 5 25392 2 2)
Tutte le tracce sono state scritte e composte da Robbie Robertson, tranne dove indicato.
1. Right as Rain – 3:54
2. Street Walker – 3:17 (Rick Danko, Robbie Robertson)
3. Let the Night Fall – 3:12
4. Ain't That a Lot of Love – 3:10 (Deanie Parker, Homer Banks)
5. Christmas Must Be Tonight – 3:39
6. Islands – 3:55 (Garth Hudson, Rick Danko, Robbie Robertson)
7. The Saga of Pepote Rouge – 4:14
8. Georgia on My Mind – 3:10 (Hoagy Carmichael, Stuart Gorrell)
9. Knockin' Lost John – 3:51
10. Livin' in a Dream – 2:53
11. Twilight – 3:17 – Bonus Track - Single Version
12. Georgia on My Mind – 3:51 (Hoagy Carmichael, Stuart Gorrell) – Bonus Track - Alternate Take

Durata totale: 42:23

## Formazione
- Rick Danko – basso, voce
- Levon Helm – batteria, voce
- Garth Hudson – organo, sintetizzatore, fisarmonica, sassofoni
- Richard Manuel – piano, voce
- Robbie Robertson – chitarre, voce